# Gierzwałd
Gierzwałd (Duits: Geyerswalde) is een dorp in het Poolse woiwodschap Ermland-Mazurië, in het district Ostródzki. De plaats maakt deel uit van de gemeente Grunwald en telt 638 inwoners.